# Gourguen-Khatchik de Vaspourakan
Gourguen-Khatchik Arçrouni († 1003) est un roi arménien de Vaspourakan de 991 à 1003

## Biographie
Gourguen-Khatchik est le second fils de Abousahl-Hamazasp, roi de Vaspourakan, et de Gaday.
En 972, à la mort de son père, il partage les domaines paternels avec ses frères. Son frère aîné Achot-Sahak devient roi et conserve l'autorité sur ses cadets, tandis que Gourguen-Khatchik devient prince d'Andzévatsik et Sénéqérim-Hovhannès prince de Rštunik.
Peu après, il participe avec son frère Sénéqérim-Hovhannès à la démonstration de force des principaux princes et rois arméniens au lac de Van. Cette opération est destinée à montrer à l'empereur Jean Ier Tzimiskès que l'Arménie ne se laissera pas aisément envahir par Byzance, et effecivement l'empereur écourte sa visite.

Royaume de Vaspourakan, 908-1021.

Il succède à son frère Achot-Sahak en 991, en écartant ses neveux du trône. En 1002, l'empereur Basile II prend possession du Tayk que lui a légué le dernier prince et en profite pour exiger l'allégeance des rois arméniens. Gourguen-Khatchik et Sénéqérim-Hovhannès ne peuvent refuser, au contraire du roi Gagik Ier d'Ani qui se retire prudemment dans les montagnes.
Gourguen-Khatchik meurt en 1003, et ses enfants sont écartés du trône par leur oncle Sénéqérim-Hovhannès.

## Descendance
Gourguen-Khatchik a eu trois fils :
- Dérénik, prince d'Andzévatsik à partir de 991 ;
- Gagik, encore vivant en 1072 ;
- Achot.